# Ananda Shake
Ananda Shake é um projeto de Psychedelic Trance, composto por Osher Swissa e Lior Edery, ambos da cidade Qiryat Gat, localizado no Sul Israel. 
O projeto é considerado um dos mais influentes no Full On, subgênero do Psychedelic Trance. Eles produziram 4 álbuns, 3 pela Utopia Records e 1 pela Noga Records alem de um grande número de tracks para compilações, incluindo remixes para outros artistas. 
O projeto participa regularmente de eventos em países de todo o mundo em que o gênero é popular.

## Discografia
- Emotion in Motion (2005)
- We Speak Music(2006)
- Inside the Sound(2007)
- The World is Yours  (2010)

## Projeto Paralelo
Lior e Osher começaram a produzir música há 10 anos e desde então sempre quiseram preencher integralmente outras paixões como Progressive Trance. Então, em 2007, eles começaram seu projeto de Progressive Trance sob o nome de "D-Fusion". Lançaram seu 1º álbum, Unlimited, em 2009, pela Aphonix Records.